# Бе (Ил и Вилен)
Бе (фр. Bais) насеље је и општина у северозападној Француској у региону Бретања, у департману Ил и Вилен која припада префектури Рен.
По подацима из 2011. године у општини је живело 2.146 становника, а густина насељености је износила 61,0 становника/km². Општина се простире на површини од 35,18 km². Налази се на средњој надморској висини од 80 метара (максималној 109 m, а минималној 47 m).

## Демографија
| 1962. | 1968. | 1975. | 1982. | 1990. | 1999. | 2011. |
| ----- | ----- | ----- | ----- | ----- | ----- | ----- |
| 2.042 | 2.095 | 2.022 | 1.913 | 1.821 | 1.928 | 2.146 |

График промене броја становника у току последњих година